# 9 cm Feldkanone M. 75/96
Il 9 cm Feldkanone M. 75/96 era un cannone campale austro-ungarico, versione modernizzata del 9 cm Feldkanone M. 75. Fu impiegato dall'Esercito imperial regio durante la prima guerra mondiale.
Praticamente tutti i M. 75 furono modernizzati nel 1898. Per ragioni di costo, il nuovo cannone conservava la canna in bronzo del pezzo originale, anche se in realtà riprogettata per resistere ai più potenti propellenti che stavano entrando in uso. Venne introdotto un blocco sul focone per impedire il fuoco accidentale ad otturatore aperto. Un vomero con molla sulla coda d'affusto riduceva la corsa di rinculo dai 5-6 metri del M. 75 a 80 centimetri, a patto però che il vomero fosse piantato nel terreno (quindi non era impiegabile su suolo roccioso). Venne anche introdotta una leva sulla coda d'affusto per aumentarne la depressione, necessaria nelle aree montagnose. All'inizio della Grande Guerra su parte dei pezzi fu installato uno scudo blindato.